# Jurij Wojnow
Jurij Mykołajowycz Wojnow, ukr. Юрій Миколайович Войнов, ros. Юрий Николаевич Войнов, Jurij Nikołajewicz Wojnow (ur. 29 listopada 1931 w m. Kalininskij k. Moskwy, zm. 22 kwietnia 2003 w Kijowie) – ukraiński piłkarz pochodzenia rosyjskiego, grający na pozycji obrońcy, a wcześniej pomocnika, reprezentant Związku Radzieckiego, trener piłkarski.

## Kariera piłkarska
Grający najczęściej jako pomocnik Wojnow zaczynał swoją karierę piłkarską w drużynie zakładów im. Kalinina w mieście Kaliningrad (obecnie Korolow) k. Moskwy, w której grał w latach 1949-1950. Od 1951 był zawodnikiem Zenitu Leningrad, a następnie przez kilka sezonów reprezentował drużynę Dynama Kijów. W 1961 zdobył z Dynamem mistrzostwo ZSRR. W latach 1954–1960 wystąpił w 23 meczach reprezentacji Związku Radzieckiego, strzelając w nich 3 bramki. Uczestniczył w mistrzostwach świata w 1958, a w 1960 zdobył pierwsze w historii mistrzostwo Europy.

## Kariera trenerska
Całą karierę trenerską spędził na Ukrainie, prowadząc tamtejsze kluby, występujące w ligach ZSRR. Zaczynał jako asystent w Dynamie Kijów, a od 1964 samodzielnie prowadził drużyny: Czornomorca Odessa, Sudnobudiwnyka Mikołajów, Szachtara Donieck, Budiwelnyka Połtawa, Metalista Charków, SKA Kijów oraz Tempu Szepietówka.

## Sukcesy i odznaczenia

### Sukcesy klubowe
- mistrz ZSRR: 1961
- wicemistrz ZSRR: 1960

### Sukcesy reprezentacyjne
- mistrz Europy: 1960

### Sukcesy indywidualne
- wybrany do listy 11 najlepszych piłkarzy mistrzostw Europy: 1960
- 4-krotnie wybrany do listy 33 najlepszych piłkarzy ZSRR:

Nr 1: 1957, 1958, 1959, 1960

### Odznaczenia
- tytuł Mistrza Sportu ZSRR
- tytuł Zasłużonego Mistrza Sportu ZSRR: 1959
- tytuł Zasłużonego Trenera Ukraińskiej SRR: 1968